# Ciclismo ai Giochi della XIV Olimpiade
Le competizioni di ciclismo dei Giochi della XIV Olimpiade si svolsero dal 7 all'11 agosto 1948 al Velodromo di Herne Hill per le competizioni su pista mentre le competizioni su strada si svolsero il giorno 13 agosto 1948 al Windsor Great Park di Londra.

## Calendario
| Ciclismo ai Giochi della XIV Olimpiade | Ciclismo ai Giochi della XIV Olimpiade | Ciclismo ai Giochi della XIV Olimpiade | Ciclismo ai Giochi della XIV Olimpiade | Ciclismo ai Giochi della XIV Olimpiade | Ciclismo ai Giochi della XIV Olimpiade | Ciclismo ai Giochi della XIV Olimpiade | Ciclismo ai Giochi della XIV Olimpiade | Ciclismo ai Giochi della XIV Olimpiade | Ciclismo ai Giochi della XIV Olimpiade | Ciclismo ai Giochi della XIV Olimpiade | Ciclismo ai Giochi della XIV Olimpiade | Ciclismo ai Giochi della XIV Olimpiade | Ciclismo ai Giochi della XIV Olimpiade | Ciclismo ai Giochi della XIV Olimpiade | Ciclismo ai Giochi della XIV Olimpiade | Ciclismo ai Giochi della XIV Olimpiade | Ciclismo ai Giochi della XIV Olimpiade |
| Eventi / Giorni                        | Luglio/Agosto 1948                     | Luglio/Agosto 1948                     | Luglio/Agosto 1948                     | Luglio/Agosto 1948                     | Luglio/Agosto 1948                     | Luglio/Agosto 1948                     | Luglio/Agosto 1948                     | Luglio/Agosto 1948                     | Luglio/Agosto 1948                     | Luglio/Agosto 1948                     | Luglio/Agosto 1948                     | Luglio/Agosto 1948                     | Luglio/Agosto 1948                     | Luglio/Agosto 1948                     | Luglio/Agosto 1948                     | Luglio/Agosto 1948                     | Luglio/Agosto 1948                     |
| Eventi / Giorni                        | 29                                     | 30                                     | 31                                     | 1                                      | 2                                      | 3                                      | 4                                      | 5                                      | 6                                      | 7                                      | 8                                      | 9                                      | 10                                     | 11                                     | 12                                     | 13                                     | 14                                     |
| -------------------------------------- | -------------------------------------- | -------------------------------------- | -------------------------------------- | -------------------------------------- | -------------------------------------- | -------------------------------------- | -------------------------------------- | -------------------------------------- | -------------------------------------- | -------------------------------------- | -------------------------------------- | -------------------------------------- | -------------------------------------- | -------------------------------------- | -------------------------------------- | -------------------------------------- | -------------------------------------- |
| Corsa in linea                         |                                        |                                        |                                        |                                        |                                        |                                        |                                        |                                        |                                        |                                        |                                        |                                        |                                        |                                        |                                        | Finale                                 |                                        |
| Corsa a squadre                        |                                        |                                        |                                        |                                        |                                        |                                        |                                        |                                        |                                        |                                        |                                        |                                        |                                        |                                        |                                        | Finale                                 |                                        |
| Velocità                               |                                        |                                        |                                        |                                        |                                        |                                        |                                        |                                        |                                        | Qualific.                              |                                        | Finale                                 |                                        |                                        |                                        |                                        |                                        |
| Chilometro a cronometro                |                                        |                                        |                                        |                                        |                                        |                                        |                                        |                                        |                                        |                                        |                                        |                                        |                                        | Finale                                 |                                        |                                        |                                        |
| Tandem                                 |                                        |                                        |                                        |                                        |                                        |                                        |                                        |                                        |                                        | Qualific.                              |                                        | Qualific.                              |                                        | Finale                                 |                                        |                                        |                                        |
| Inseguimento a squadre                 |                                        |                                        |                                        |                                        |                                        |                                        |                                        |                                        |                                        | Qualific.                              |                                        | Finale                                 |                                        |                                        |                                        |                                        |                                        |

## Podi

### Uomini
| Evento                             | Oro                                                              | Prestazione | Argento                                                             | Prestazione | Bronzo                                                               | Prestazione |
| Ciclismo su strada                 |                                                                  |             |                                                                     |             |                                                                      |             |
| Corsa in linea (dettagli)          | José Beyaert                                                     | 5h18'12"    | Gerrit Voorting                                                     | a 3"        | Lode Wouters                                                         | s.t.        |
| Corsa a squadre (dettagli)         | Belgio Léon Delathouwer Eugène Van Roosbroeck Lode Wouters       | 15h58'17"   | Regno Unito Bob Maitland Ian Scott Gordon Thomas                    | a 5'14"     | Francia José Beyaert Jacques Dupont Alain Moineau                    | a 10'02"    |
| Ciclismo su pista                  |                                                                  |             |                                                                     |             |                                                                      |             |
| Inseguimento a squadre (dettagli)  | Francia Fernand Decanali Pierre Adam Serge Blusson Charles Coste |             | Italia Rino Pucci Arnaldo Benfenati Guido Bernardi Anselmo Citterio |             | Regno Unito Wilfred Waters Robert Geldard Tommy Godwin Dave Ricketts |             |
| Velocità (dettagli)                | Mario Ghella                                                     |             | Reg Harris                                                          |             | Axel Schandorff                                                      |             |
| Chilometro a cronometro (dettagli) | Jacques Dupont                                                   | 1'13"5      | Pierre Nihant                                                       | a 1"        | Tommy Godwin                                                         | a 1"5       |
| Tandem (dettagli)                  | Italia Renato Perona Ferdinando Terruzzi                         |             | Regno Unito Alan Bannister Reg Harris                               |             | Francia Gaston Dron René Faye                                        |             |

## Medagliere
| Posizione | Paese         |   |   |   | Totale |
| --------- | ------------- | - | - | - | ------ |
| 1         | Francia       | 3 | 0 | 2 | 5      |
| 2         | Italia        | 2 | 1 | 0 | 3      |
| 3         | Belgio        | 1 | 1 | 1 | 3      |
| 4         | Gran Bretagna | 0 | 3 | 2 | 5      |
| 5         | Paesi Bassi   | 0 | 1 | 0 | 1      |
| 6         | Danimarca     | 0 | 0 | 1 | 1      |
| Totale    | Totale        | 6 | 6 | 6 | 18     |